# Drueved-slægten
Drueved-slægten (Itea) er en lille slægt med ca. 10 arter i Asien og Nordamerika. Det er stedsegrønne eller løvfældende buske eller små træer. Bladene er spredte og har takket rand. Blomsterne er samlet i oprette eller hængende klaser fra bladhjørner eller skudspidser. Blomsterne er hvide og 5-tallige med sammenvoksede kronrør. Frugterne er kapsler med mange frø. Her omtales kun den ene art, som kan overvintre i Danmark.
| Beskrevne arter |

- Drueved (Itea virginica)

| Andre arter |

- Itea chinensis
- Itea ilicifolia
- Itea japonica
- Itea oldhamii
- Itea parviflora
- Itea yunnanensis